# Jasmin Klapija
Jasmin Klapija (* 21. Februar 1985 in Sarajevo, SFR Jugoslawien, heute Bosnien und Herzegowina) ist ein ehemaliger schwedischer Fußballspieler.

## Karriere
Klapija wechselte zur Saison 2004/05 vom Ytterby IS zum österreichischen Bundesligisten Schwarz-Weiß Bregenz. In Bregenz konnte er sich aber nicht durchsetzen und kam nur einmal in der Bundesliga zum Einsatz.
Im Januar 2005 kehrte er wieder in seine Heimat zurück und wechselte zum Örgryte IS. Zur Saison 2006 schloss er sich dem Ljungskile SK an. Im Sommer 2007 wechselte er zum Västra Frölunda IF, bei dem er bis zum Ende der Saison 2008 spielte.